# Мацела, Людек
Людек Мацела (чеш. Luděk Macela; 3 октября 1950, Чернолице, ЧССР — 16 июня 2016, Прага, Чехия ) — чехословацкий футболист, правый защитник, чемпион летних Олимпийских игр в Москве (1980).

## Спортивная карьера
В юношеские годы играл за ФК «Чернолице» и «Татран» (Вшенори). В 16 лет он переехал в столицу, чтобы выступать за пражскую «Дуклу». Однако в основе на позиции правого защитника начал играть только в сезоне 1972/73. В составе клуба становился трехкратным чемпионом ЧССР (1977, 1979 и 1982), в 1981 г. — победителем Кубка Чехословакии. В 267 матчах проведенных за «Дуклу» забил 12 голов. В Кубке европейских чемпионов он сыграл в 6 матчах, в Кубке обладателей Кубков — в 4 играх и в Кубке УЕФА — в 12 матчах и забил 2 гола
С 1982 по 1985 г. выступал в составе западногерманского клуба Дармштадт 98 после чего завершил игровую карьеру.
Дебютировал в составе олимпийской сборной в 1978 г. На летних Олимпийских играх в Москве (1980) был капитаном сборной ЧССР, завоевавшей золотые медали. Свой первый матч в составе национальной сборной сыграл 15 октября 1980 г, когда Чехословакия уступила Аргентине со счетом 0:1. Провел за сборную 8 матчей.
В 1997—2001 гг. занимал пост генерального секретаря Чешской футбольной ассоциации, а также работал судьей. Впоследствии возглавил учебный центр пражской «Спарты», в 2006 г. являлся председателем Комитета рефери Чешской футбольной ассоциации.
С 2003 по 2006 г. был главным тренером ФК «Чернолице».